# Мронговиуш, Кшиштоф Целестин

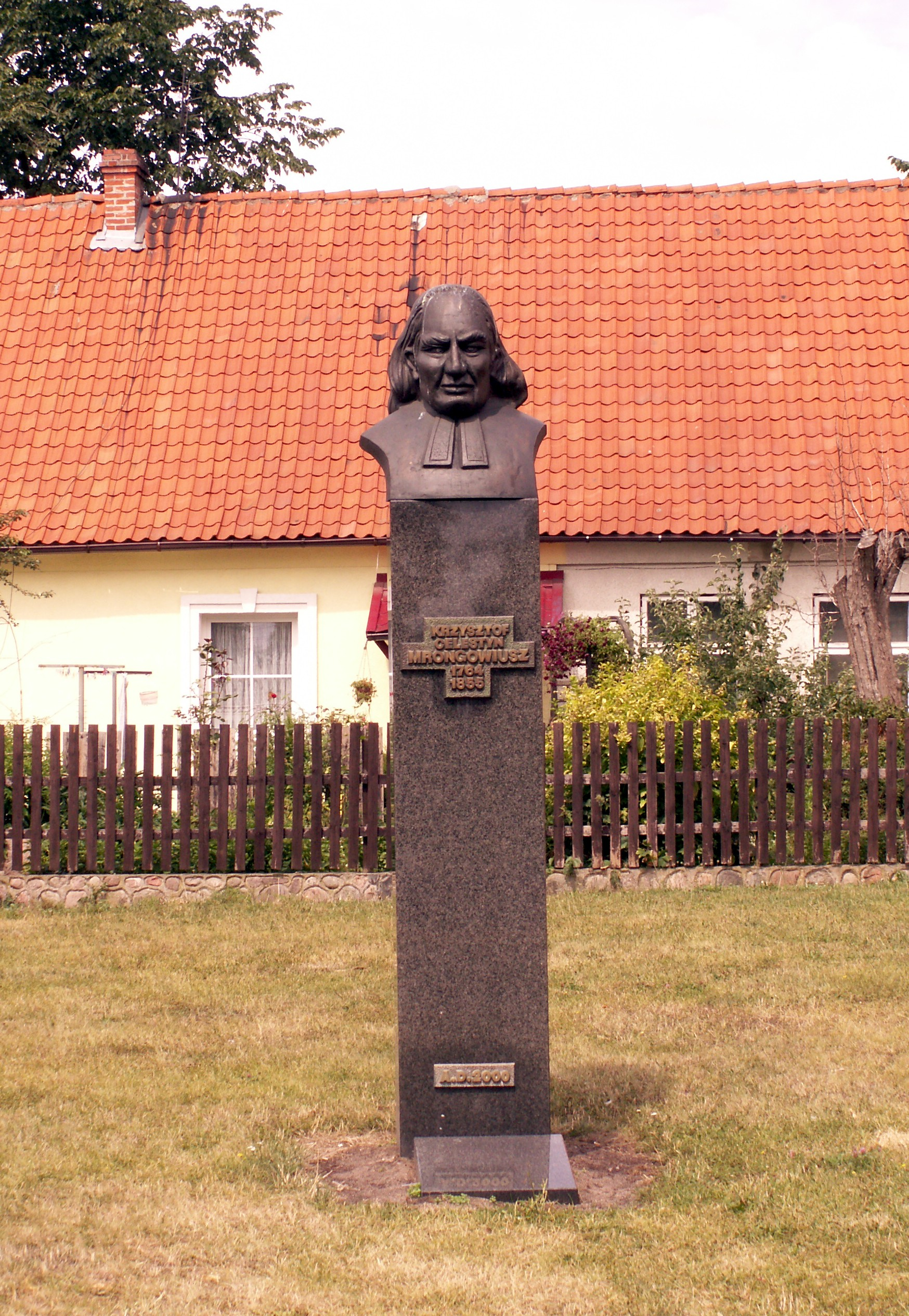
Памятник Кшиштофу Целестину Мронговиушу, Ольштынек, Польша

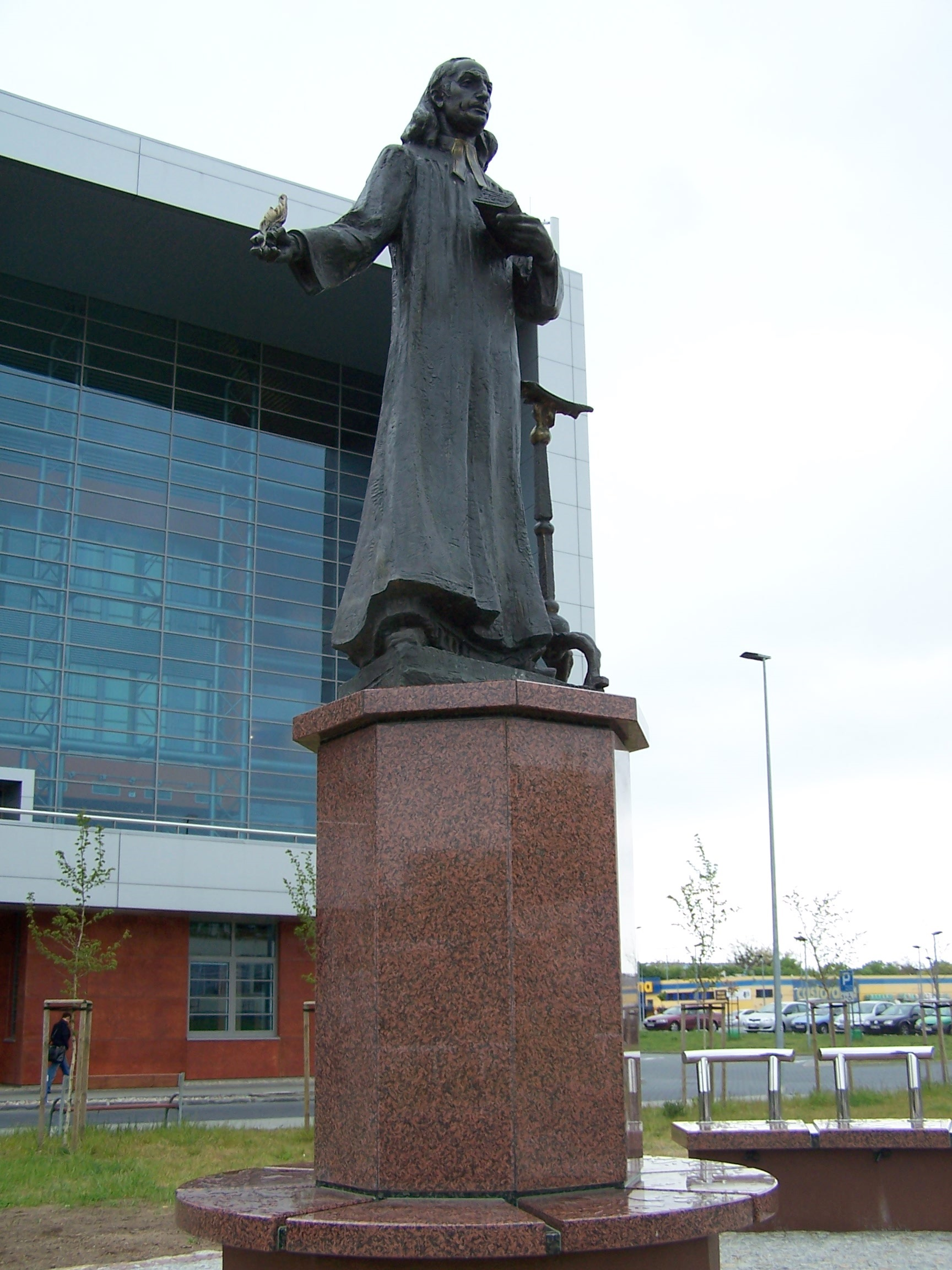
Памятник К.Ц. Мронговиушу в Гданьске, автор Геннадий Ершов

Кши́штоф Целе́стин Мронго́виуш (пол. Krzysztof Celestyn Mrongowiusz, нем. Christoph Cölestin Mrongovius; 19 июля 1764, Гогенштейн, Пруссия, — 3 июня 1855, Данциг, Пруссия) — лютеранский священнослужитель, польский философ, лингвист, переводчик, библиофил, один из первых учёных, изучавших фольклор кашубов.

## Биография
C 1780 года Кшиштоф Мронговиуш обучался в Королевской школе в Кёнигсберге., после окончания которой поступил в Кёнигсбергский университет, где изучал теологию и философию. C 1790 по 1796 год преподавал польский язык в кёнигсбергском Collegium Fridericianum. С 1797 года вместе с лютеранским священнослужителем Ежи Олехом  предпринял неудачные попытки организовать в Кёнигсбергском университете кафедру польского языка.
В 1798 году был назначен настоятелем часовни святой Анны при церкви Пресвятой Троицы в Данциге и преподавателем польского языка в Академической гимназии. С 1812 года преподавал польский язык в школе при приходе святого Иоанна в Данциге.
После смерти жены в 1820 году стал заниматься научной деятельностью. Он вступил в Историческо-литературное общество в Париже. Был единственным из Данцига членом варшавского Общества друзей науки. В это же время стал работать над кашубским словарём и заниматься изучением кашубского фольклора.
Собирал личную библиотеку, которая после его смерти, перешла в фонд городской библиотеки Данцига.

## Сочинения
- «Lesebuch, Lexicon und Sprachlehre für die ersten Anfänge mit gramatisch erläuternden Anmerkungen = Zabawki pożyteczne, czyli Książka elementarna uczących się polskiego lub niemieckiego języka z słownikiem i krótką gramatyką podług…», 1794 (недоступная ссылка)
- Pieśnioksiąg, czyli kancjonał gdański, 1803;
- «Flis, to iest spuszczanie statkow Wisłą y inszemi rzekami do niey przypadaiącemi, Sebastyana Fabiana Klonowica z Sulimierzyc», Gdańsk, 1829
- «Mentor polski» 1830,
- «Ausfuhrlische Grammatik der polnischen Sprache» 1837,
- «Kazania pogrzebowe Samuela Dambrowskiego oczyszczone z makaronizmów łacińskich oraz mowy pogrzebowe z nowszych autorów»  (недоступная ссылка), Kwidzyn, 1843.

Переводы:
- «Katechizm zdrowia dla użytku szkół i domowey edukacyi» (недоступная ссылка) перевод книги Бернарда Христофера Фауста, Warszawa, 1795;
- «Rozprawa filozoficzna o religii i moralności» (недоступная ссылка) перевод книги Эммануила Канта, Gdańsku,1854;
- "Rzut oka na pożytki z przyzwoitego traktowania wierzb pruskich wynikające przez IMC Pana Seven Bjerna… (недоступная ссылка), Gdańsku, 1804 roku;
- «Słowo Xenofonta o wyprawie woienney Cyrusa, po grecku Anabasis» Xenophona (недоступная ссылка), Gdańsk,1831.

## Память
- После II мировой войны прусский город Зенсбург был переименован в честь Кшиштофа Целестина Мронговиуша в Мронгово;
- В городе Ольштынек находится памятник Кшиштофу Целестину Мронговиушу.
- Памятник К.Ц. Мронговиушу перед университетской библиотекой в Гданьске.